# Violette à feuilles de pêcher
Viola persicifolia
Espèce
Classification phylogénétique
La Violette à feuilles de pêcher (Viola persicifolia) est une espèce de plantes à fleurs de la famille des Violaceae trouvée en Europe, incluant la France.

## Description
C'est une plante herbacée.

## Statut de protection
En Suisse, l'espèce figure sur la liste rouge des plantes.